# Монумент Свободы (Тикондерога)
Монумент Свободы (англ. Liberty Monument) — исторический памятник работы американского скульптора Чарльза Кека, расположенный в городе Тикондерога, округ Эссекс, штат Нью-Йорк, США. Возведён в 1921—1924 годах, в 1989 году включён в список Национального реестра исторических мест округа Эссекс.

## Расположение
Монумент стоит на пересечении Монткалм-стрит и дороги 9 в верхней части крутого склона у северо-западного въезда в город Тикондерога. Позади монумента на холме находится госпиталь Мозеса-Лудингтона.

## История
Уроженец Тикондероги, бумагопромышленник и филантроп Хорас Огастус Мозес считал, что город должен обращать в капитал свою историю, включая роль в борьбе за независимость США. В связи с этим, все расходы на возведение будущего монумента в память о различных усилиях представителей индейцев, французов, англичан и американцев, связанных с военным прошлым города, Мозес взял на себя. Кроме этого Мозес внёс значительные пожертвования на строительство Кладбищенской часовни Вэлли-Вью, госпиталя Мозеса-Лудингтона, Коммьюнити-билдинг и Хэнкок-хауса. Автором монумента был выбран скульптор Чарльз Кек, для которого данный памятник стал второй интерпретацией образа Свободы после Монумента Первой мировой войны, воздвигнутого в 1924 году в Гаррисонберге (штат Виргиния).
Монумент возводился с 1921 по 1924 год. Открытие состоялось 16 августа 1924 года в присутствии Хораса Мозеса и его дочери Мадлен, прочитавшей специально написанное ею по этому случаю стихотворение.
16 ноября 1989 года монумент Свободы под № 89002014 был внесён в Национальный реестр исторических мест. Со временем и под воздействием выхлопных газов памятник корродировал, его поверхность растрескалась. В течение шести лет общественностью были собраны 55 тысяч долларов США на реставрацию, проведённую в Кембридже (штат Массачусетс). 16 августа 1999 года монумент был открыт на прежнем месте пра-пра-пра-племянницей Мозеса, Марион Роуз Мезерв, прочитавшей то же самое стихотворение в одежде 1920-х годов.

## Композиция

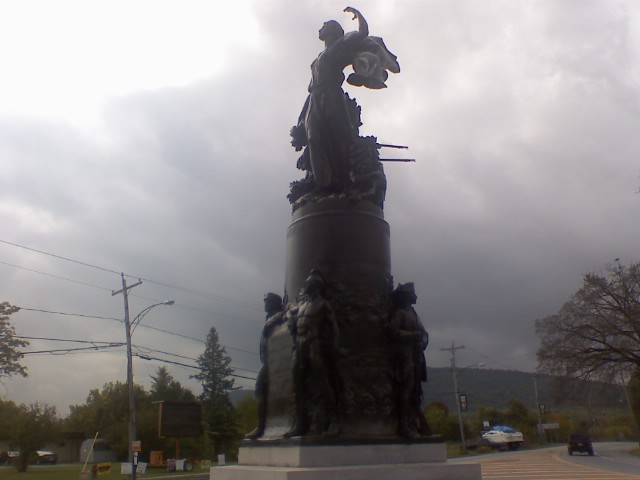
Монумент Свободы, 2010 год.

Стоящая на гранитном трёхступенчатом основании, цилиндрическая часть постамента увенчана аллегорической женской бронзовой фигурой Свободы, одетой в платье и развевающийся плащ с поднятой левой рукой. У ног Свободы в листве скрываются три фигуры — два солдата и индеец. По углам постамента у бронзового барабана расположены четыре фигуры в натуральную величину: индейский воин в штанах из оленьей кожи в головном уборе из перьев с томагавком в опущенной правой руке (северо-восток), французский солдат в униформе эпохи Монкальма (северо-запад), английский горец 42-го пехотного полка Британской армии Аберкромби и Амхерста в килте «Блэк-Уотч» (юго-запад), американский солдат «Грин-Маунтин-Бойз» (юго-восток). Француз и англичанин опираются на свои винтовки, а американец облокотился на постамент с винтовкой в правой руке дулом вниз. В тротуар вокруг монумента вмонтированы бронзовые барельефы гербов тринадцати колоний.
На цилиндрической части постамента слева размещена надпись: ЧАРЛЬЗ КЕК/СКУЛЬПТОР 1924 (англ. CHARLES KECK/SCULPTOR 1924); сзади снизу: ОТЛИТО ROMAN BRONZE WORKS (англ. CAST BY ROMAN BRONZE WORKS, N.Y.); вверху по кругу на цилиндрической части постамента: ВОРОТА ТИКОНДЕРОГИ В АМЕРИКАНСКИЕ КОЛОНИИ (англ. TICONDEROGA GATEWAY TO THE AMERICAN COLONIES); на доске сзади скульптуры: ДАР ОТ/ХОРАСА О. МОЗЕСА/ВЫХОДЦА ИЗ ТИХОНДЕРОГИ/ЗА ЕГО ЛЮБОВЬ/К ЭТОМУ ИСТОРИЧЕСКОМУ МЕСТУ (англ. GIVEN BY/HORACE A. MOSES/NATIVE OF TICONDEROGA/BECAUSE OF HIS LOVE/FOR THIS HISTORIC SPOT/1924). По всем четырём сторонам монумента имеются дополнительные надписи об исторических событиях региона. Высота скульптуры составляет 20 футов, ширина — 6 футов, диаметр — 87 дюймов. Ширина постамента составляет 3 фута, а диаметр — 170 дюймов.